# Forrest Westbrook
Forrest E. Westbrook (* 29. August 1927 in Los Angeles; † 20. April 2014 in San Diego) war ein US-amerikanischer Jazzpianist.
Westbrook, der ein Freund und Schüler von Bob Graettinger und an der amerikanischen Westküste aktiv war, spielte u. a. mit Warne Marsh, Art Pepper, June Christy und Howard Rumseys Lighthouse All-Stars. Er wirkte Anfang der 1960er-Jahre bei Aufnahmen von Si Zentner und 1968 von Gil Mellé (Tome VI: Gil Melle's Jazz Electronauts, Verve Records) mit; unter eigenem Namen nahm er 1969 in Los Angeles das Album This Is Their Time, Oh Yes (Revelation) auf. Anfang der 1960er-Jahre hatte er Auftritte in der Fernsehsendung Frankly Jazz. Im Bereich des Jazz war er zwischen 1960 und 1969 an sieben Aufnahmesessions beteiligt.